# Mászóbékafélék

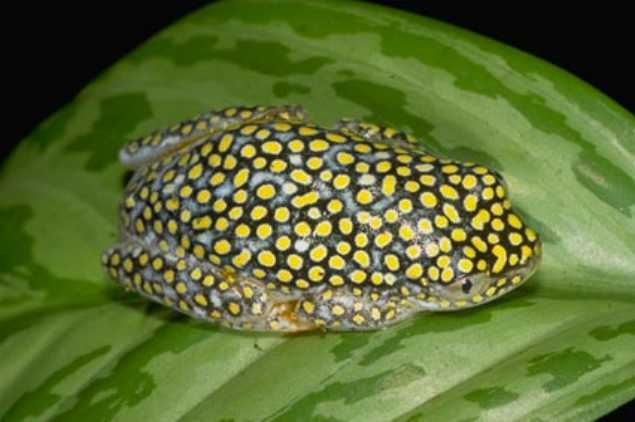
Heterixalus alboguttatus

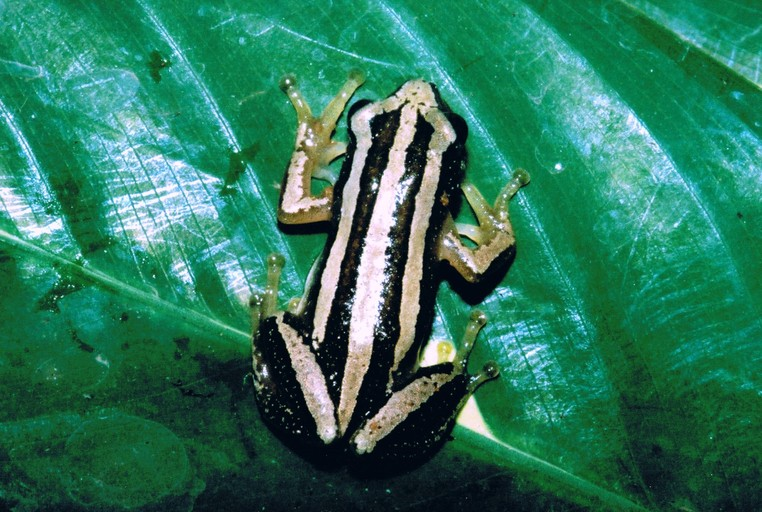
Afrixalus quadrivittatus

A mászóbékafélék (Hyperoliidae) a kétéltűek (Amphibia) osztályába és a békák (Anura) rendjébe tartozó család.

## Rendszerezés
A családba az alábbi alcsaládok és nemek tartoznak.

### Hyperoliinae
A Hyperoliinae alcsaládba tartozó nemek:
- Afrixalus Laurent, 1944
- Alexteroon Perret, 1988
- Arlequinus Perret, 1988
- Callixalus Laurent, 1950
- Chrysobatrachus Laurent, 1951
- Cryptothylax Laurent & Combaz, 1950
- Heterixalus Laurent, 1944
- Hyperolius Rapp, 1842
- Kassinula Laurent, 1940
- Morerella Rödel, Kosuch, Grafe, Boistel, and Veith, 2009
- Opisthothylax Perret, 1966
- Tachycnemis Fitzinger, 1843

### Kassininae
A Kassininae alcsaládba tartozó nemek:
- Acanthixalus Laurent, 1944
- Kassina Girard, 1853
- Paracassina Peracca, 1907
- Phlyctimantis Laurent & Combaz, 1950
- Semnodactylus Hoffman, 1939